# Petrus (przeor kłodzki)
Petrus (zm. 1403 roku w Kłodzku) - mnich i trzeci przeor klasztoru augustianów w Kłodzku od 1396 roku.

## Życiorys
Przed przybyciem na ziemię kłodzką pełnił funkcję kanclerza zakonu augustianów we Wrocławiu. W 1396 roku objął stanowisko przeora augustianów w Kłodzku. Na początku swoich rządów w 1397 roku doszedł do porozumienia ze szlacheckimi patronami co do sposobu prezentacji kandydata na proboszcza Szalejowa Górnego. Tak jak jego poprzednicy rozszerzył stan posiadania zakonu, nabywając w 1398 roku posiadłość z czterema ogrodnikami w Słupcu, koło Nowej Rudy oraz działkę w Dzikowcu od Hansa von Glaubitza. Rok później kupił od Nikolausa Heidenreicha las i łąkę w Wolanach. Zmarł w 1403 roku w Kłodzku.